# Assassinats a Estrasburg
Assassinats a Estrasburg (títol original en francès, Meurtres à Strasbourg) és un telefilm francès, de la col·lecció Assassinats a..., escrit per Claire Alexandrakis i Aude Blanchard i dirigit per Laurence Katrian. Esv va emetre estrenar a Suïssa el 28 d'octubre de 2016 a RTS Un. Després es va emetre per primer cop a Bèlgica, el 20 de novembre a La Une i, a França, el 27 de maig de 2017 a France 3. S'ha doblat al català per TV3.
El rodatge es va dur a terme des del 23 de maig al 20 de juny de 2016 a Estrasburg, en particular a l'antiga fàbrica de tabac de la ciutat.
Durant la seva primera emissió a França, la pel·lícula va atreure 3.690.000 espectadors, és a dir, el 19,1% de quota de pantalla.